# Береника
Вижте пояснителната страница за други личности с името Береника.
Береника или Юлия Береника (на латински: Berenike; Julia Berenice; * 28; † 79) е римска аристократка.

## Биография
Дъщеря е на Ирод Агрипа I, цар на Юдея, и съпругата му Кипро (Kypros), която е правнучка на Ирод Велики. Сестра е на по-стария Ирод Агрипа II (* 27), на Мариамна (* 34) и на Друзила (* 38). Нейната фамилия е от Иродската династия.
Береника се омъжва първо през 41 г. за Марк Юлий Александър, син на александрийския алабарх Тиберий Юлий Александър Старши. След неговата ранна смърт преди август 44 г. тя се омъжва за брата на баща си, чичо си Ирод от Халки (Халки, Сирия). През 44 г. той е издигнат от император Клавдий за цар и получава територията на регион Chalkis в Ливанските планини. Береника е на неговата страна царица на Халки и има двама сина – Беренициан и Хиркан. След неговата смърт през 48 г. тя живее няколко години с брат си Ирод Агрипа II, който получава царството на съпруга ѝ.
Береника се омъжва за трети път за цар Полемон II от Киликия, който заради сватбата се обрязва и приема юдейската религия, когото тя скоро оставя, за да се върне при брат си. Още през 60 г., когато Апостол Павел от Тарс трябва да се яви в Цезареа (Кесария, Палестина) пред Ирод Агрипа II, тя е още заедно с брат си.
По време на унищожението на Юдея от римляните след юдейското въстание, Береника е харесана от генерал и по-късен император Тит, с когото тя отива като годеница заедно с брат си Ирод Агрипа през 75 г. в Рим. Когато Тит става император я изпраща обратно в страната ѝ след като се разделят поради държавни интереси.
Береника е героиня на много романи.